# Abdellah El Achiri
Abdellah El Achiri (ur. 25 marca 1967 w Agadirze) – marokański sędzia piłkarski z licencją sędziego międzynarodowego od 2000 roku.

## Kariera
El Achiri rozpoczął karierę sędziowską w lidze marokańskiej w 1996 roku. W 2000 roku otrzymał status sędziego międzynarodowego. Jest drugim obok Saida Belqoli najlepszym sędzią w historii marokańskiej piłki.
El Achiri jest jednym z niewielu marokańskich i afrykańskich sędziów, który prowadził ponad 60 meczów afrykańskich rozgrywek, 8 razy sędziował derby Casablanki (grają w nim Raja Casablanca i Wydad Casablanca) i 2 mecze Pucharu Maroka.
Był znany przede wszystkim ze swej skuteczności i dobrej kondycji fizycznej. Uchodził za idealnego sędziego, mimo licznych zarzutów kierowanych wobec niego.
Jest na co dzień człowiekiem rodzinnym i dyrektorem firmy.

## Incydent z Barthezem
12 lutego 2005 roku w Casablance podczas meczu towarzyskiego pomiędzy Wydad Casablanca a Olympique Marsylia (1:2), w 80. minucie usunął z boiska bramkarza Marsylczyków, Fabiena Bartheza. Barthez schodząc ostro protestował i opluł marokańskiego arbitra, w wyniku czego został zdyskwalifikowany na osiem miesięcy.

## Przebieg kariery sędziowskiej
- 1996–2012 : GNF 1, Afrykańska Liga Mistrzów
- 2004: Puchar Narodów Afryki 2004
- 2004–2006: mecze eliminacyjne Mistrzostw Świata 2006 strefy CAF
- 2008: Puchar Narodów Afryki 2008
- 2008: Klubowy Puchar Świata 2008 w Japonii
- 2008–2010: mecze eliminacyjne Mistrzostw Świata 2010 strefy CAF